# Угримов, Борис Иванович
Борис Иванович Угримов (1872—1941) — русский советский инженер, учёный в области электротехники и электроэнергетики.

## Биография
Родился 16 (28) октября 1872 года в Москве в семье мирового судьи. Учился в гимназии Креймана (5 лет) и в 5-й Московской гимназии, где в 1891 году получил аттестат зрелости. В том же году поступил на физико-математический факультет Московского университета, но весной 1892 года оставил его. Затем учился в Императорском Московском техническом училище (ИМТУ), которое окончил в 1897 году с отличием и был оставлен при нём на два года для усовершенствования в электротехнике. В 1898 году он впервые в Москве стал читать в ИМТУ курс лекций по электротехнике. В том же году опубликовал свою первую научную работу «Многофазный ток в промышленности», которая была удостоена премии Политехнической выставки.
В 1898 году, получив двухлетнюю зарубежную командировку, уехал в Германию; обучался в Берлинской высшей школе и с 1899 года — в Высшей Технической школе в Карлсруэ, под руководством профессора Э. Арнольди. Во время учёбы, в 1900 году, он получил почётную медаль на Всемирной выставке в Париже за оригинальную конструкцию электрического котла.
В декабре 1900 года был избран преподавателем Московского технического училища по курсу электротехники. В 1902 году он оборудовал в училище электротехническую лабораторию, которой руководил до 1910 года.
В 1906 году начал преподавать на Коммерческих курсах, через два года преобразованных в Московский коммерческий институт. В 1910 году защитил диссертацию (на немецком языке) и получил в Технической школе в Карлсруэ степень доктора технических наук, став в 1913 году первым в Москве профессором электротехники — читал курс общей электротехники, построения трансформаторов, а с 1914 года и курс техники высоких напряжений. С 1915 года — также профессор Московского коммерческого института, совмещая эту работу с преподаванием в МВТУ.
В 1914—1918 годах возглавлял производство на кабельно-телефонном заводе Земгора. В марте 1918 года начал работу в секции электротехники НТО ВСНХ, в 1919 году был главой Бюро электрификации сельского хозяйства при Наркомате земледелия.
В 1920 году назначен заместителем председателя комиссии ГОЭЛРО; руководил в ней секцией по сельскому хозяйству. По окончании работы комиссии возглавил в Совете труда и обороны комиссию «Электроплуг».
Свыше 10 лет, с 1921 года, был деканом нового электропромышленного (электротехнического?[уточнить]) факультета Московского института народного хозяйства (бывший Московский коммерческий институт). Одновременно, работал в Центральном электротехническом совете, заведовал измерительной лабораторией Политехнического музея.
В августе 1930 года был арестован по делу Промпартии и выслан в Свердловск, где работал сначала начальником технического отдела и заместителем главного инженера Уралжелдорстроя; затем работал в Уралэнергострое по экспертизе мощных электроустановок. Весной 1932 года его дело было пересмотрено и Угримов реабилитирован. Вернувшись в Москву, в 1933 году он занял должность начальника кафедры военной электротехники в Военной академии РККА и профессором в Московском нефтяном институте и в Московском автомобильно-дорожном институте.
Умер в Москве 10 мая 1941 года.

## Сочинения
- Техника сильных токов. Ч. 1-2 / Б. Угримов, преп. Имп. Техн. уч-ща. — М.: типо-лит. т-ва И.Н. Кушнерев и К°, 1904—1908.
  - Техника сильных токов / Б. Угримов, адъюнкт-проф. Имп. Техн. уч-ща, д-р инж. Высш. техн. шк. Карлсруэ. — 3-е изд. Т. 2.: Переменные токи; Вращающиеся магнитные поля; Трансформаторы. — М.: типо-лит. т-ва И.Н. Кушнерев и К°, 1913. — [2], 239 с., 190 ил., диагр.
- Коллекторные двигатели переменного тока / Б. Угримов, преп. Имп. Техн. уч-ща. — СПб.: тип. М.И. Акинфиева, 1909. — 52 с.: ил.
- Преобразователи: Монография / Д-р-инж. Б. Угримов, преп. Имп. Техн. уч-ща. — СПб.: тип. М.И. Акинфиева, 1912. — [2], 56 с.: ил., черт.
- Техника высоких напряжений / Проф. Б. И. Угримов. — Москва; Ленинград: Гос. изд-во, 1923—1930. — (Нормальные руководства для высшей школы).
- Краткий учебник электротехники / Проф. Б. И. Угримов. — Москва; Ленинград : Гос. изд-во, 1927. — VIII, 397 c., [3] c. объявл : ил., черт., граф. — (Пособия для высшей школы).
- Электротехника и электрооборудование автомобилей и тракторов / Б. И. Угримов, С. П. Банников. — Москва; Ленинград: Изд-во Наркомхоза РСФСР, 1938. — 336 с.: ил.